# Pomabamba (província)
Pomabamba é uma província do Peru localizada na região de  Ancash. Sua capital é a cidade de Pomabamba.

## Distritos da província
| Huayllan Parobamba Pomabamba Quinuabamba |